# White Crow
「White Crow」（ホワイト・クロウ）は、Aldiousの3枚目のシングルである。

## 概要
Re:NO加入後初となるシングル。プロデューサーにSABER TIGERの木下昭仁を迎えている。
本シングルについてリーダーのYoshiは、「ファンを裏切らない形のモノを届けたかったのでリフやメロディ・ラインは相当な数を考えてはボツにし、最終的に“Aldiousらしさ”を１番出した楽曲に仕上げました。カップリングも完全に色の違う楽曲が収録されているので、3曲だけではありますが聴きごたえのあるシングルになっていると思います。「White Crow」だけでなく絶対に3曲とも聴いてもらいたいと思える作品になりました。」と語っている。
特典として、「White Crow」の楽譜（ヴォーカルとギターのタブ譜）を封入。

## 収録内容

### CD
1. White Crow
  - 『ハッピーMusic』（日本テレビ系）2012年11月度パワープレイ
2. Suicide
3. Deep (Re:NO Version)
4. White Crow (Instrumental)
5. Suicide (Instrumental)

### DVD
- White Crow (Music Video)

作詞: Re:NO (#1,2)、Rami (#3)
作曲: Yoshi (#All)
編曲: Aldious